# Кизилжар (Махамбетський район)
Кизилжа́р (каз. Қызылжар) — аул у складі Махамбетського району Атирауської області Казахстану. Входить до складу Бейбариського сільського округу.
У радянські часи аул називався Отділення № 3 совхоза Первомайський.
Населення —  (2021; 46 у 2009, 87 у 1999,  у 1989).